# Joseph Lieutaud

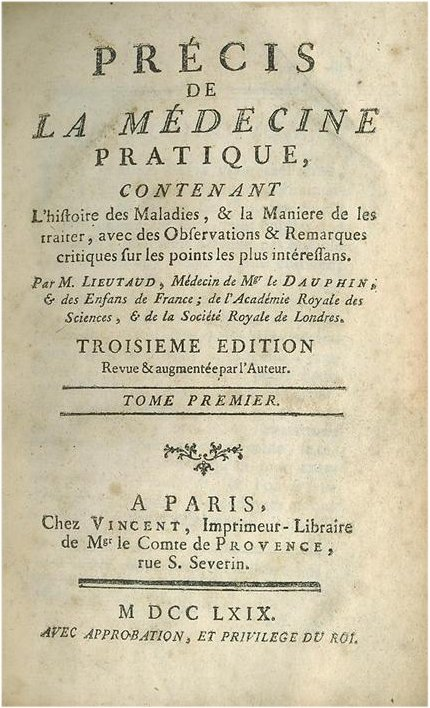
Lieutaud: Precis de la médecine pratique

Joseph Lieutaud (* 21. Juni 1703 in Aix-en-Provence; † 6. Dezember 1780 in Versailles) war ein französischer Mediziner.

## Leben
Lieutaud studierte Medizin in Montpellier (Diplom 1725) und war am Krankenhaus (Hotel Dieu) in Aix-en-Provence. 1750 kam er auf Empfehlung des Leibarztes von Ludwig XV. Jean-Baptiste Sénac nach Versailles und wurde Leibarzt der Kinder von Ludwig XV. und später erster Leibarzt von Ludwig XVI. Er starb an einer Lungenentzündung.
Sein Nachfolger als Leibarzt von Ludwig XVI. und Marie Antoinette war ab 1771 Joseph-Marie-François de Lassone.
Lieutaud war ein Pionier der pathologischen Anatomie, der über 1200 Sektionen durchführte und jeweils die Ergebnisse mit den zu Lebzeiten beobachteten Symptomen verglich.
Er war Präsident der Société royale de médecine und der medizinischen Fakultät von Paris. Lieutaud war einer der Autoren der Encyclopédie d’Yverdon. Er war einer der Ersten, der den Begriff Hysterie verwendete. 1735 wurde er korrespondierendes Mitglied der Académie des Sciences (ab 1751 adjungierter Anatom und ab 1759 assoziierter Anatom). 1739 wurde er auswärtiges Mitglied der Royal Society.
Das Lieutaud-Dreieck (Trigonum vesicae, Blasendreieck) in der Harnblase (zwischen Harnleiter und Einmündung der Harnröhre) ist nach ihm benannt.
Lieutaud war der Neffe des Arztes und Botanikers Pierre-Joseph Garidel.
Straßen in Marseille und Aix-en-Provence sind nach ihm benannt.

## Schriften
- Essais anatomiques. Paris 1742.
- Precis de la médecine pratique. Paris 1759; vier Auflagen bis 1776.
- Precis de la matière médicale. Paris 1766.